# Марко Јевтовић (фудбалер)
Марко Јевтовић (Београд, 24. јул 1993) је српски фудбалер. Игра на позицији везног играча.

## Фудбалска каријера
Јевтовић је прошао млађе категорије Земуна, а деби у сениорском фудбалу је имао у екипи Срема из Јакова током сезоне 2010/11. Те године Срем је заузео друго место у Српској лиги Београд. У сезони 2011/12. је био играч руског премијерлигаша Динама из Москве. Наредне године се вратио у Србију и потписао за Сопот који се у сезони 2012/13. такмичио у Српској лиги Београд. Након шест месецу у Сопоту, Јевтовић прелази у Хајдук из Кулe који се у тој сезони (2012/13.) такмичио у Суперлиги Србије. Хајдук се по окончању те сезоне угасио, након чега је Јевтовић са осморицом саиграча прешао у Нови Пазар. За пазарског суперлигаша је наступао у сезонама 2013/14. и 2014/15. У јуну 2015. је потписао четворогодишњи уговор са београдским Партизаном. Са Партизаном је освојио једну титулу првака државе и три трофеја у Купу Србије. За црно-беле је одиграо укупно 140 мечева у свим такмичењима. У јулу 2018. је прешао у турски Коњаспор, у трансферу вредном 550.000 €. Наредне три сезоне је наступао за Коњаспор у турској Суперлиги, и током тог периода је забележио 88 првенствених наступа уз осам постигнутих голова. У јулу 2021. је потписао двогодишњи уговор са Ал Ахлијем из Дохе. За клуб из Катара је забележио укупно 15 наступа, након чега је почетком 2022. године напустио клуб. Вратио се у Партизан 1. фебруара 2022, потписавши уговор на три и по године. Већ у јулу исте године је напустио Партизан и вратио се у Турску где је потписао за Газијантеп.
За сениорску репрезентацију Србије је дебитовао 29. јануара 2017. у пријатељском мечу против Сједињених Америчких Држава (0:0) у Сан Дијегу.

## Приватно
Марков старији брат, Лука, завршио је новинарство и бави се анализирањем фудбалских утакмица.

## Трофеји

### Партизан
- Суперлига Србије (1) : 2016/17.
- Куп Србије (3) : 2015/16, 2016/17, 2017/18.